# Болиголов
Болиголо́в (лат. Conīum) — олиготипный род двулетних травянистых растений семейства Зонтичные (Apiaceae).
Латинское название рода происходит от др.-греч. κόννος — волчок, вследствие головокружения, появляющегося при употреблении плодов.
Представители рода распространены в Европе, Малой Азии и Сибири.

## Ботаническое описание

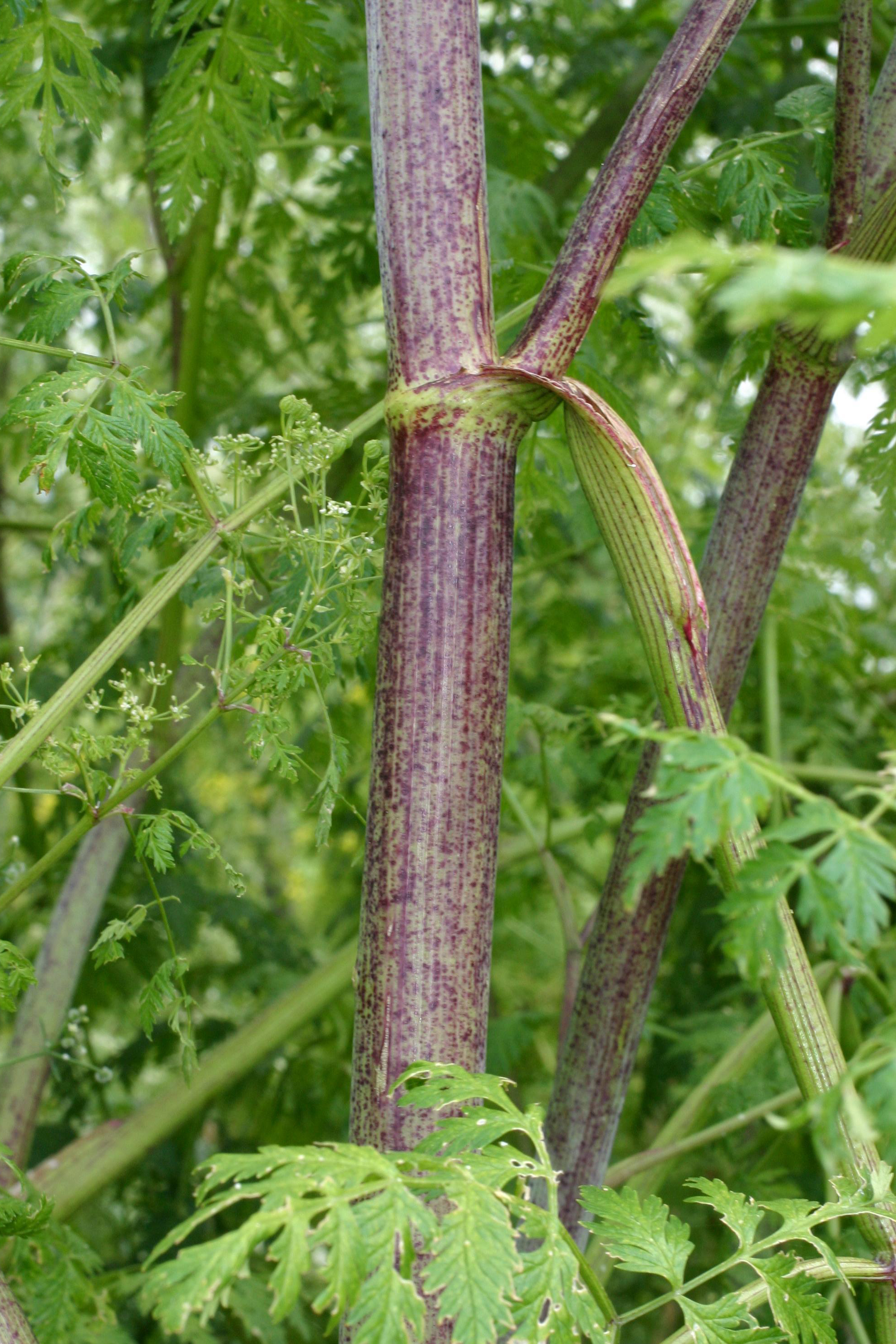
Часть стебля болиголова пятнистого

Двулетние травы высотой до 1,5 м, стебель покрыт  красноватыми пятнами.
Листья трижды перистые.
Зубцы чашечки незаметные. Лепестки белые, обратно-сердцевидные с короткой, внутрь загнутой долькой.
Плод широкояйцевидный, с боков немного сжатый. Подстолбие коротко коническое; столбики отогнутые, почти вдвое длиннее подстолбия. Полуплодики с пятью хрящеватыми, извилистыми рёбрами, перикарпий толстый; белок со стороны спайки глубоко- и узко-выемчатый.
Содержит кониин и другие алкалоиды.

## Токсикология
При интоксикации наблюдается общая слабость, шаткость походки, переходящая в полный паралич конечностей, брадикардия, затруднённое дыхание, расширение зрачков, судорожное вздрагивание мышц отдельных групп.
По некоторым источникам, ядом именно этого растения был отравлен Сократ.

## Классификация

### Таксономия[4]
Conium L., 1753, Sp. Pl.: 243
Род Болиголов относится к семейству Зонтичные (Apiaceae) порядка Зонтикоцветные  (Apiales). Кладограмма в соответствии с Системой APG IV:
|  |                                      |  |                                   |                                   |                     |  | ещё 6 семейств |               |               |                                                      |
|  |                                      |  |                                   |                                   |                     |  |                |               |               | 6 подтвержденных видов и 2 в статусе "непроверенных" |
|  |                                      |  |                                   | порядок Зонтикоцветные            |                     |  |                |               | род Болиголов |                                                      |
|  |                                      |  |                                   | порядок Зонтикоцветные            |                     |  |                |               | род Болиголов |                                                      |
|  | отдел Цветковые, или Покрытосеменные |  |                                   |                                   | семейство Зонтичные |  |                |               |               |                                                      |
|  | отдел Цветковые, или Покрытосеменные |  |                                   |                                   |                     |  |                |               |               |                                                      |
|  |                                      |  | ещё 63 порядка цветковых растений | ещё 63 порядка цветковых растений |                     |  |                | ещё 447 родов | ещё 447 родов |                                                      |
|  |                                      |  |                                   | ещё 63 порядка цветковых растений |                     |  |                |               | ещё 447 родов |                                                      |

### Виды
- со статусом «подтвержденный» ('accepted')
  - Conium chaerophylloides  Eckl. & Zeyh. 
  - Conium divaricatum  Boiss. & Orph. 
  - Conium fontanum  Hilliard & B.L.Burtt 
  - Conium hilliburttorum  Magee & V.R.Clark 
  - Conium maculatum  L. - Болиголов пятнистый
  - Conium sphaerocarpum  Hilliard & B.L.Burtt

- со статусом «непроверенный» ('unchecked')
  - Conium monieri  hort. ex Opiz
  - Conium verrucosum  Hochst. ex A.Rich.